# Emao
Emao is een eiland in Vanuatu. Het is ruim 8 vierkante km groot. 

## Geografie
Emao ligt in het zuidoosten van de eilandengroep, ongeveer 30 km ten noordoosten van Port-Vila, de hoofdstad van Vanuatu. Het eiland heeft een oppervlakte van 8,1 km². Het is eigenlijk een flinke heuvel met het hoogste punt 427 meter boven zeeniveau. Van oost naar west is het 3,6 km lang en van noord naar zuid 3,3 km breed. Het enige zoogdier dat er voorkomt is een vleermuis, de Pteropus anetianus.

## Bevolking
In 2015 is een bevolkingsaantal van 488 geteld, verdeeld over 99 huishoudens.